# 大田原政継
大田原 政継（おおたわら まさつぐ）は、江戸時代前期の武将。下野国那須郡森田大田原氏（交代寄合）の二代目当主。

## 略歴
森田大田原氏の創始大田原増清の子として生まれる。
元和7年（1621年）5月5日に9歳で徳川秀忠に謁見。寛永8年（1631年）19歳にて森田大田原氏の家督を継ぐ。寛永17年（1640年）に今市御舘の修造を務めたのをきっかけに、しばしば日光山普請を請け負う。
延宝3年（1675年）5月16日に隠居、天和3年（1683年）3月13日に森田の地で没する。享年71。